# Les aventures de Tintín: El secret de l'Unicorn
|  | Aquest article tracta sobre la pel·lícula. Vegeu-ne altres significats a «Les aventures de Tintín: El secret de l'Unicorn (videojoc)». |

Les aventures de Tintín: El secret de l'Unicorn (títol original en anglès, The Adventures of Tintin: The Secret of the Unicorn) és una pel·lícula de captura de moviment i en 3D de 2011 dirigida per Steven Spielberg i produïda per Peter Jackson.
La història està basada en Les aventures de Tintín, una sèrie de còmics creada per l'artista belga Hergé. En concret, el guió combina principalment dos dels seus llibres: El cranc de les pinces d'or i El secret de l'Unicorn.
La cinta havia de ser la primera d'una futura trilogia sobre en Tintín. Tanmateix, tot i que l'Steven Spielberg declarés que la trilogia segueix en peu (juntament amb la versió dels còmics Les Set Boles de Cristall i El Temple del Sol), de moment no hi ha data d'estrena.

## Argument
Tintín coneix el capità Haddock i amb la seva ajuda i la d'en Milú anirà a la recerca del valuós tresor de Rackham el Roig.

## Música
John Williams va compondre la banda sonora de la pel·lícula Les aventures de Tintín: El secret de l'Unicorn
| Núm. | Títol                                         | Durada |
| ---- | --------------------------------------------- | ------ |
| 1.   | «The Adventures of Tintin»                    | 3:07   |
| 2.   | «Snowy's Theme»                               | 2:09   |
| 3.   | «The Secret of the Scrolls»                   | 3:12   |
| 4.   | «Introducing the Thompsons and Snowy’s Chase» | 4:08   |
| 5.   | «Marlinspike Hall»                            | 3:58   |
| 6.   | «Escape from the Karaboudjan»                 | 3:20   |
| 7.   | «Sir Francis and the Unicorn»                 | 5:05   |
| 8.   | «Captain Haddock Takes the Oars»              | 2:17   |
| 9.   | «Red Rackham’s Curse and the Treasure»        | 6:10   |
| 10.  | «Capturing Mr. Silk»                          | 2:57   |
| 11.  | «The Flight to Bagghar»                       | 3:33   |
| 12.  | «The Milanese Nightingale»                    | 1:29   |
| 13.  | «Presenting Bianca Castafiore»                | 3:27   |
| 14.  | «The Pursuit of the Falcon»                   | 5:43   |
| 15.  | «The Captain's Counsel»                       | 2:10   |
| 16.  | «The Clash of the Cranes»                     | 3:48   |
| 17.  | «The Return to Marlinspike Hall and Finale»   | 5:51   |
| 18.  | «The Adventure Continues»                     | 2:58   |

## Repartiment
| Intèrpret    | Personatge               | Veu en català         |
| ------------ | ------------------------ | --------------------- |
| Jamie Bell   | Tintín                   | Ivan Lavanda          |
| Andy Serkis  | Capità Archibald Haddock | Jordi Boixaderas      |
| Daniel Craig | Ivanovich Sacarina       | Joan Carles Gustems   |
| Simon Pegg   | Inspector Dupont         | Aleix Estadella       |
| Nick Frost   | Inspector Dupond         | Carles di Blasi       |
| Kim Stengel  | Bianca Castafiore        | Montse Miralles       |
| Enn Reitel   | Nèstor                   | Enric Isasi-Isasmendi |

## Producció
Spielberg havia estat un àvid fan dels còmics sobre Les aventures de Tintín, els quals va descobrir el 1981 quan un article va comparar A la recerca de l'arca perduda amb Tintín. La seva secretària li va comprar les edicions franceses de cada un dels seus llibres i de seguida li va agradar el seu art. Mentrestant, l'autor dels còmics, Hergé, a qui no li havien agradat gens les versions cinematogràfiques i de dibuixos animats prèvies del seu personatge, va esdevenir al mateix temps, fan de Spielberg. Michael Farr, autor de Tintin: The Complete Companion, explica que Hergé "pensava que Spielberg era l'única persona que podria fer justícia a Tintín". Així, Spielberg i la productora Kathleen Kennedy d'Amblin Entertainment van decidir trobar-se amb Hergé el 1983 mentre filmaven Indiana Jones i el temple maleït a Londres. Hergé va morir aquella setmana, però la seva vídua els va donar els drets dels llibres per fer-ne l'adaptació al cinema.
Spielberg va encarregar a la guionista d'ET, l'extraterrestre, Melissa Mathison, la preparació d'un bon argument per una pel·lícula de Tintín on aquest lluitaria contra els traficants d'ivori a l'Àfrica. De fet, Spielberg veia Tintín com un "Indiana Jones per nens" i ja tenia al cap a Jack Nicholson pel paper de Haddock. El guió però, no va resultar el que esperava i Spielberg va preferir continuar amb la producció d'Indiana Jones i l'última croada. Els drets dels llibres per tant, van tornar a la Fundació Hergé i durant aquest temps altres directors com Claude Berri i Roman Polanski s'hi van interessar. No va ser fins al 2001 que Spielberg va revelar de nou la seva intenció de dur Tintín a la pantalla gran. Aquesta vegada però, va parlar de fer una pel·lícula animada generada per ordinador. Així, el novembre de 2002, la seva productora DreamWorks va restablir les negociacions per recuperar els drets que prèviament la vídua d'Hergé li havia cedit.

## Premis i nominacions

### Premis
- 2012. Globus d'Or a la millor pel·lícula d'animació

### Nominacions
- 2012. Oscar a la millor banda sonora per John Williams
- 2012. BAFTA a la millor pel·lícula d'animació
- 2012. BAFTA als millors efectes visuals per Joe Letteri, Keith Miller, Wayne Stables, Jamie Beard